# Discographie de Pearl Jam
Cet article présente la discographie du groupe de rock alternatif américain, Pearl Jam. Ce groupe a enregistré douze albums studios, dix albums live. Sa discographie comprend également trois compilations et quarante-six  singles.

## Présentation
A Seattle en 1990, Pearl Jam, alors encore appelé Mookie Blaylock, est fondé sur les cendres du défunt groupe Mother Love Bone dont le chanteur Andrew Wood décéda en mars 1990. Stone Gossard (guitare) et Jeff Ament (basse) seront rejoint par Mike McCready (guitare lead) et le californien Eddie Vedder (chant). Chris Cornell, chanteur de Soundgarden et grand ami de Wood, proposa au quatuor de se joindre à lui pour enregistrer une chanson en hommage à Andy Wood en compagnie du batteur Matt Cameron (Soundgarden). Cette chanson devint finalement un album intitulé Temple of the Dog qui sortira en avril 1991. Gossard, Amment, Vedder et McCready plus le batteur Dave Krusen entrent en avril 1991 en studio pour enregistré leur premier album qui sera intitulé Ten.
Début des années 90, Seattle est la ville américaine qui change le son du rock avec de nombreux groupes dont notamment Nirvana, Soundgarden, Alice in Chains et Mudhoney qui font partie du mouvement Grunge. Pearl Jam n'y échappe pas et son premier album cartonne dans les charts américains atteignant la 2e place du classement du Billboard 200 en août 1992 et atteignant, à cette date, déjà le statut de double disque de platine (2 millions d'albums vendus). Il est certifié treize fois disque de platine le 31 mars 2009 dépassant même les ventes de l'album Nevermind de Nirvana (qui égalisera néanmoins en décembre 2024).
Le second album studio, Vs., sort en octobre 1993 et entre directement à la première place des charts américains. Il devient l'album qui s'est vendu le plus lors de la première semaine de sa sortie avec 950 378 copies écoulées. Il est le premier album avec le batteur Dave Abbruzzese qui a remplacé Dave Krusen lors de la tournée de promotion de Ten. Vitalogy sort en novembre 1994 et se classe aussi à la première place du Billboard 200. Changement de batteur pour l'album No Code (1996), Jack Irons prend la place d'Abbruzzese, et troisième première place de suite pour un album du groupe. Suivront, Yield (US # 2) en 1998, denier album avec Jack Irons, Binaural(2000) ( US # 2), premier album avec Matt Cameron, Riot Act (US # 5) en 2002, Pearl Jam (2006) ( US # 2). Backspacer (2009) et Lightning Bolt (2013) permettent au groupe de retrouver le sommet des charts US. Gigaton (2020) et Dark Matter (2024) se classent à la cinquième place et sont les deux seuls albums studio à ne pas obtenir de certifications. Le succès du groupe ne se limite pas qu'à l'Amérique du Nord, nombre de ses albums se classent à la première place des charts où dans le top 10.
Pour les albums enregistrés en public, le groupe décide en 2000 d'enregistrer tous les concerts de sa tournée sous la bannière "Pearl Jam Official Bootlegs", comme ça chaque fan, s'il le désire, peut acheter l'album qui correspond au concert auquel il a assisté. Cette pratique est encore appliquée lors des dernières tournées. Disponibles en CD et téléchargements, plus de trois millions et demi d'albums aurait été vendus par ce procédé.
Pour les "live" officiels, seuls deux albums auront la faveur du public, Live on Two Legs (1998) (US # 15) et Live at Benaroya Hall (2004)  (US # 18).

## Albums

### Albums studios
| Titre                                                                          | Classements des ventes | Classements des ventes | Classements des ventes | Classements des ventes | Classements des ventes | Classements des ventes | Classements des ventes | Classements des ventes | Classements des ventes | Classements des ventes | Classements des ventes | Classements des ventes | Classements des ventes | Classements des ventes | Classements des ventes | Classements des ventes | Classements des ventes | Classements des ventes | Classements des ventes | Classements des ventes | Certifications |
| Titre                                                                          | USA                    | ALL                    | AUS                    | AUT                    | BEL                    | BEL                    | CAN                    | DAN                    | ECO                    | ESP                    | FIN                    | FRA                    | ITA                    | NOR                    | N-Z                    | P-B                    | POR                    | SUÈ                    | SUI                    | UK                     | Certifications |
| Titre                                                                          | USA                    | ALL                    | AUS                    | AUT                    | (V)                    | (W)                    | CAN                    | DAN                    | ECO                    | ESP                    | FIN                    | FRA                    | ITA                    | NOR                    | N-Z                    | P-B                    | POR                    | SUÈ                    | SUI                    | UK                     | Certifications |
| ------------------------------------------------------------------------------ | ---------------------- | ---------------------- | ---------------------- | ---------------------- | ---------------------- | ---------------------- | ---------------------- | ---------------------- | ---------------------- | ---------------------- | ---------------------- | ---------------------- | ---------------------- | ---------------------- | ---------------------- | ---------------------- | ---------------------- | ---------------------- | ---------------------- | ---------------------- | --- |
| Ten - Sortie: 27 août 1991 - Label: Epic Records                               | 2                      | 15                     | 11                     | 31                     | 29                     | 101                    | 2                      | —                      | 30                     | —                      | —                      | —                      | 20                     | 8                      | 3                      | 14                     | 6                      | 9                      | 67                     | 18                     | 13 × Platine · Or · 7 × Platine · Platine · Or · 7 × Platine · 3 × Platine · 2 × Platine · Platine · Platine · Or · Or · 2 × Platine |
| Vs. - Sortie: 11 octobre 1993 - Label: Eoic                                    | 1                      | 8                      | 1                      | 7                      | 86                     | —                      | 1                      | —                      | 63                     | 73                     | —                      | —                      | 84                     | 1                      | 1                      | 1                      | 28                     | 1                      | 9                      | 2                      | 7 × Platine · 4 × Platine · 7 × Platine · Or · Platine · Or · Or                                                                     |
| Vitalogy - Sortie: 29 novembre 1994 - Label: Epic                              | 1                      | 8                      | 1                      | 7                      | 86                     | —                      | 2                      | —                      | 5                      | 73                     | —                      | —                      | 67                     | 7                      | 1                      | 7                      | 19                     | 1                      | 17                     | 4                      | 5 × Platine · 3 × Platine · 5 × Platine · Or · Platine · Or · Or                                                                     |
| No Code - Sortie: 26 août 1996 - Label: Epic                                   | 1                      | 6                      | 1                      | 3                      | 6                      | 5                      | 1                      | —                      | 7                      | 63                     | 4                      | 28                     | 57                     | 3                      | 1                      | 5                      | —                      | 1                      | 13                     | 3                      | Platine · 2 × Platine · 2 × Platine · Platine · Or                                                                                   |
| Yield - Sortie: 2 février 1998 - Label: Epic                                   | 2                      | 4                      | 1                      | 4                      | 3                      | 34                     | 2                      | —                      | 7                      | —                      | 4                      | 6                      | 63                     | 1                      | 1                      | 4                      | —                      | 3                      | 6                      | 7                      | Platine · Platine · 2 × Platine · Or · Platine · Or · Or                                                                             |
| Binaural - Sortie: 16 mai 2000 - Label: Epic                                   | 2                      | 4                      | 1                      | 8                      | 5                      | 34                     | 2                      | —                      | 5                      | —                      | 10                     | 12                     | 2                      | 2                      | 1                      | 5                      | —                      | 6                      | 8                      | 5                      | Or · Platine · Or · Or · Argent |
| Riot Act - Sortie: 11 novembre 2002 - Label: Epic                              | 5                      | 13                     | 1                      | 24                     | 12                     | 20                     | 4                      | 16                     | 23                     | —                      | 21                     | 30                     | 2                      | 3                      | 2                      | 23                     | —                      | 13                     | 13                     | 34                     | Or · Platine · Or · Or · Or · Argent ·                                                                                               |
| Pearl Jam - Sortie: 28 avril 2006 - Label: J Records                           | 2                      | 4                      | 2                      | 3                      | 2                      | 12                     | 2                      | 7                      | 5                      | 13                     | 13                     | 21                     | 1                      | 4                      | 2                      | 2                      | 1                      | 6                      | 2                      | 5                      | Or · Platine · Or · Platine · Platine · Argent                                                                                       |
| Ten (Legacy Edition) - Sortie: 20 mars 2009 - Label: Epic                      | —                      | —                      | —                      | 66                     | 20                     | 66                     | —                      | —                      | —                      | 65                     | —                      | —                      | —                      | —                      | —                      | 10                     | 2                      | —                      | —                      | —                      | — |
| Backspacer - Sortie: 18 septembre 2009 - Label: Monkeywrench                   | 1                      | 3                      | 1                      | 3                      | 6                      | 9                      | 1                      | 5                      | 5                      | 4                      | 11                     | 20                     | 4                      | 4                      | 1                      | 3                      | 1                      | 13                     | 5                      | 9                      | Or · Platine · Platine · Platine · Or · Argent                                                                                       |
| Lightning Bolt - Sortie: 11 octobre 2013 - Label: Monkeywrench                 | 1                      | 4                      | 1                      | 3                      | 1                      | 4                      | 1                      | 3                      | 2                      | 3                      | 8                      | 20                     | 2                      | 2                      | 2                      | 2                      | 1                      | 12                     | 2                      | 2                      | Or · Platine · Platine · Argent |
| Gigaton - Sortie: - Label: Monkeywrench                                        | 5                      | 3                      | 3                      | 1                      | 4                      | 2                      | 5                      | 6                      | 3                      | 1                      | 5                      | 34                     | 1                      | 4                      | 6                      | 2                      | 1                      | 10                     | 2                      | 6                      | — |
| Dark Matter - Sortie: 19 avril 2024 - Label: Monkeywrench                      | 5                      | 2                      | 2                      | 2                      | 2                      | 3                      | 9                      | 17                     | 2                      | 3                      | 13                     | 13                     | 3                      | —                      | 3                      | 2                      | 2                      | 21                     | 2                      | 2                      | — |
| "—" indique que l'album n'entra pas dans les classements musicaux de ces pays. |                        |                        |                        |                        |                        |                        |                        |                        |                        |                        |                        |                        |                        |                        |                        |                        |                        |                        |                        |                        | |

### Albums live
| Titre                                                                                    | Classements des ventes | Classements des ventes | Classements des ventes | Classements des ventes | Classements des ventes | Classements des ventes | Classements des ventes | Classements des ventes | Classements des ventes | Classements des ventes | Classements des ventes | Classements des ventes | Classements des ventes | Classements des ventes | Classements des ventes | Classements des ventes | Classements des ventes | Classements des ventes | Certifications                        |
| Titre                                                                                    | USA                    | ALL                    | AUS                    | AUT                    | BEL                    | BEL                    | CAN                    | DAN                    | ECO                    | ESP                    | FRA                    | ITA                    | NOR                    | N-Z                    | P-B                    | POR                    | SUI                    | UK                     | Certifications                        |
| Titre                                                                                    | USA                    | ALL                    | AUS                    | AUT                    | (V)                    | (W)                    | CAN                    | DAN                    | ECO                    | ESP                    | FRA                    | ITA                    | NOR                    | N-Z                    | P-B                    | POR                    | SUI                    | UK                     | Certifications                        |
| ---------------------------------------------------------------------------------------- | ---------------------- | ---------------------- | ---------------------- | ---------------------- | ---------------------- | ---------------------- | ---------------------- | ---------------------- | ---------------------- | ---------------------- | ---------------------- | ---------------------- | ---------------------- | ---------------------- | ---------------------- | ---------------------- | ---------------------- | ---------------------- | ------------------------------------- |
| Live on Two Legs - Sortie: 24 novembre 1998 - Label: Epic Records                        | 15                     | 49                     | 4                      | —                      | 42                     | —                      | 7                      | —                      | 52                     | —                      | 59                     | —                      | 20                     | 11                     | 37                     | 23                     | —                      | 68                     | Platine · Platine · Platine · Platine |
| Live at Benaroya Hall - Sortie: 27 juillet 2004 - Label: BMG / Ten Club                  | 18                     | 100                    | 27                     | 31                     | 38                     | 81                     | 10                     | —                      | 67                     | —                      | 116                    | 10                     | —                      | 12                     | 25                     | 2                      | —                      | 76                     | Or                                    |
| Live at the Gorge 05/06 - Sortie: 26 juin 2007 - Box set de 7 CD - Label: Rhino          | 36                     | 92                     | —                      | —                      | 43                     | 72                     | —                      | —                      | —                      | —                      | —                      | 30                     | —                      | 36                     | 50                     | —                      | —                      | —                      | —                                     |
| Live on Ten Legs - Sortie: 14 janvier 2011 - Label: Monkeywrench                         | 21                     | 23                     | 15                     | 21                     | 28                     | 40                     | 2                      | 32                     | 43                     | 12                     | 107                    | 13                     | —                      | 22                     | 9                      | 1                      | 31                     | 49                     | —                                     |
| Let's Play Two : Live at Wrigley Field - Sortie: 29 septembre 2017 - Label: Monkeywrench | 31                     | 37                     | 45                     | 55                     | 25                     | 51                     | —                      | —                      | 45                     | 21                     | —                      | 21                     | —                      | —                      | 48                     | 7                      | 91                     | —                      | —                                     |
| Pearl Jam - MTV Unplugged - Sortie: 29 novembre 2019 - Label: Legacy Recordings          | 47                     | 75                     | 20                     | 55                     | 45                     | 120                    | —                      | —                      | 47                     | 39                     | —                      | 24                     | —                      | —                      | 15                     | 4                      | 35                     | —                      | —                                     |
| Give Way - Sortie: 22 avril 2023 - Label: Epic                                           | 26                     | —                      | —                      | —                      | —                      | —                      | —                      | —                      | 12                     | 69                     | —                      | 75                     | —                      | 40                     | 22                     | —                      | —                      | 78                     | —                                     |
| "—" indique que l'album n'entra pas dans les classements musicaux de ces pays.           |                        |                        |                        |                        |                        |                        |                        |                        |                        |                        |                        |                        |                        |                        |                        |                        |                        |                        |                                       |

| Année                                                                          | Titre | Classements des ventes | Classements des ventes | Classements des ventes | Classements des ventes | Classements des ventes | Classements des ventes | Classements des ventes | Classements des ventes | Classements des ventes | Classements des ventes | Classements des ventes | Classements des ventes |
| Année                                                                          | Titre | USA                    | AUS                    | AUT                    | BEL (V)                | CAN                    | ECO                    | FRA                    | ITA                    | NOR                    | P-B                    | SUÈ                    | SUI                    |
| ------------------------------------------------------------------------------ | --- | ---------------------- | ---------------------- | ---------------------- | ---------------------- | ---------------------- | ---------------------- | ---------------------- | ---------------------- | ---------------------- | ---------------------- | ---------------------- | ---------------------- |
| 2000                                                                           | 30/5/00: Wembley Arena, London, England - Série: Pearl Jam 2000 Official Bootlegs - Label: Epic Records  | 137                    | —                      | —                      | 50                     | —                      | —                      | —                      | —                      | —                      | —                      | —                      | —                      |
| 2000                                                                           | 03 6 00 - SE + CC Arena - Glasgow, Scotland - Série: Pearl Jam 2000 Official Bootlegs - Label: Epic      | —                      | —                      | —                      | —                      | —                      | 47                     | —                      | —                      | —                      | —                      | —                      | —                      |
| 2000                                                                           | 08 6 00 - Bercy - Paris, France - Série: Pearl Jam 2000 Official Bootlegs - Label: Epic                  | —                      | —                      | —                      | —                      | —                      | —                      | 56                     | —                      | —                      | —                      | —                      | —                      |
| 2000                                                                           | 12 6 00 - Landgraaf, Holland - Série: Pearl Jam 2000 Official Bootlegs - Label: Epic                     | —                      | —                      | —                      | —                      | —                      | —                      | —                      | —                      | —                      | 63                     | —                      | —                      |
| 2000                                                                           | 16/6/00: Spodek, Katowice, Poland - Série: Pearl Jam 2000 Official Bootlegs - Label: Epic                | 103                    | —                      | —                      | —                      | 18                     | —                      | —                      | —                      | —                      | —                      | —                      | —                      |
| 2000                                                                           | 18/6/00: Salzburg City Square, Salzburg, Austria - Série: Pearl Jam 2000 Official Bootlegs - Label: Epic | —                      | —                      | 17                     | —                      | —                      | —                      | —                      | —                      | —                      | —                      | —                      | —                      |
| 2000                                                                           | 20/6/00: Arena Di Verona, Verona, Italy - Série: Pearl Jam 2000 Official Bootlegs - Label: Epic          | 134                    | 46                     | —                      | —                      | —                      | —                      | —                      | —                      | —                      | —                      | —                      | —                      |
| 2000                                                                           | 22/6/00: Fila Forum Arena, Milan, Italy - Série: Pearl Jam 2000 Official Bootlegs - Label: Epic          | 125                    | —                      | —                      | —                      | —                      | —                      | —                      | —                      | —                      | —                      | —                      | —                      |
| 2000                                                                           | 23 6 00 - HallenStadion - Zurich Switzerland - Série: Pearl Jam 2000 Official Bootlegs - Label: Epic     | —                      | —                      | —                      | —                      | —                      | —                      | —                      | —                      | —                      | —                      | —                      | 46                     |
| 2000                                                                           | 26/6/00: Sporthalle, Hamburg, Germany - Série: Pearl Jam 2000 Official Bootlegs - Label: Epic            | 175                    | —                      | —                      | —                      | —                      | —                      | —                      | —                      | —                      | —                      | —                      | —                      |
| 2000                                                                           | 28 6 00 - Maritime Museum - Stockholm Sweden - Série: Pearl Jam 2000 Official Bootlegs - Label: Epic     | —                      | —                      | —                      | —                      | —                      | —                      | —                      | —                      | —                      | —                      | 50                     | —                      |
| 2000                                                                           | 29/6/00: Spectrum, Oslo, Norway - Série: Pearl Jam 2000 Official Bootlegs - Label: Epic                  | —                      | —                      | —                      | —                      | —                      | —                      | —                      | —                      | 14                     | —                      | —                      | —                      |
| 2001                                                                           | Memphis, Tennessee--August 15, 2000 - Série: Pearl Jam 2000 Official Bootlegs - Label: Epic              | 191                    | —                      | —                      | —                      | —                      | —                      | —                      | —                      | —                      | —                      | —                      | —                      |
| 2001                                                                           | Tampa, Florida--August 12, 2000 - Série: Pearl Jam 2000 Official Bootlegs - Label: Epic                  | 181                    | —                      | —                      | —                      | —                      | —                      | —                      | —                      | —                      | —                      | —                      | —                      |
| 2001                                                                           | Indianapolis, Indiana - August 18, 2000 - Série: Pearl Jam 2000 Official Bootlegs - Label: Epic          | 174                    | —                      | —                      | —                      | —                      | —                      | —                      | —                      | —                      | —                      | —                      | —                      |
| 2001                                                                           | Jones Beach, New York - August 23, 2000 - Série: Pearl Jam 2000 Official Bootlegs - Label: Epic          | 159                    | —                      | —                      | —                      | —                      | —                      | —                      | —                      | —                      | —                      | —                      | —                      |
| 2001                                                                           | Boston, Massachusetts - August 29, 2000 - Série: Pearl Jam 2000 Official Bootlegs - Label: Epic          | 163                    | —                      | —                      | —                      | —                      | —                      | —                      | —                      | —                      | —                      | —                      | —                      |
| 2001                                                                           | Philadelphia, Pennsyslvania - September 2, 2000 - Série: Pearl Jam 2000 Official Bootlegs - Label: Epic  | 179                    | —                      | —                      | —                      | —                      | —                      | —                      | —                      | —                      | —                      | —                      | —                      |
| 2001                                                                           | Pittsburgh, Pennsylvania - September 5, 2000 - Série: Pearl Jam 2000 Official Bootlegs - Label: Epic     | 176                    | —                      | —                      | —                      | —                      | —                      | —                      | —                      | —                      | —                      | —                      | —                      |
| 2001                                                                           | Las Vegas, Nevada -- October 22, 2000 - Série: Pearl Jam 2000 Official Bootlegs - Label: Epic            | 152                    | —                      | —                      | —                      | —                      | —                      | —                      | —                      | —                      | —                      | —                      | —                      |
| 2001                                                                           | Seattle, Washington - November 6, 2000 - Série: Pearl Jam 2000 Official Bootlegs - Label: Epic           | 98                     | —                      | —                      | —                      | —                      | —                      | —                      | —                      | —                      | —                      | —                      | —                      |
| 2003                                                                           | Perth, Australia: February 23rd 2003 - Série: Pearl Jam 2003 Official Bootlegs - Label: Epic             | —                      | 34                     | —                      | —                      | —                      | —                      | —                      | —                      | —                      | —                      | —                      | —                      |
| 2003                                                                           | Tokyo, Japan: March 3rd 2003 - Série: Pearl Jam 2003 Official Bootlegs - Label: Epic                     | 182                    | —                      | —                      | —                      | —                      | —                      | —                      | 70                     | —                      | —                      | —                      | —                      |
| 2003                                                                           | State College, Pennsylvania: May 3, 2003 - Série: Pearl Jam 2003 Official Bootlegs - Label: Epic         | 169                    | —                      | —                      | —                      | —                      | —                      | —                      | —                      | —                      | —                      | —                      | —                      |
| "—" indique que l'album n'entra pas dans les classements musicaux de ces pays. | |                        |                        |                        |                        |                        |                        |                        |                        |                        |                        |                        |                        |

### Compilations
| Titre                                                                            | Classements des ventes | Classements des ventes | Classements des ventes | Classements des ventes | Classements des ventes | Classements des ventes | Classements des ventes | Classements des ventes | Classements des ventes | Classements des ventes | Classements des ventes | Classements des ventes | Classements des ventes | Classements des ventes | Classements des ventes | Classements des ventes | Classements des ventes | Classements des ventes | Classements des ventes | Certifications                                |
| Titre                                                                            | USA                    | ALL                    | AUS                    | AUT                    | BEL                    | BEL                    | CAN                    | DAN                    | ECO                    | ESP                    | FRA                    | ITA                    | NOR                    | N-Z                    | P-B                    | POR                    | SUÈ                    | SUI                    | UK                     | Certifications                                |
| Titre                                                                            | USA                    | ALL                    | AUS                    | AUT                    | (V)                    | (W)                    | CAN                    | DAN                    | ECO                    | ESP                    | FRA                    | ITA                    | NOR                    | N-Z                    | P-B                    | POR                    | SUÈ                    | SUI                    | UK                     | Certifications                                |
| -------------------------------------------------------------------------------- | ---------------------- | ---------------------- | ---------------------- | ---------------------- | ---------------------- | ---------------------- | ---------------------- | ---------------------- | ---------------------- | ---------------------- | ---------------------- | ---------------------- | ---------------------- | ---------------------- | ---------------------- | ---------------------- | ---------------------- | ---------------------- | ---------------------- | --------------------------------------------- |
| Lost Dogs - Sortie: 10 novembre 2003 - Label: Epic Records                       | 15                     | 64                     | 19                     | 70                     | 50                     | —                      | —                      | —                      | 72                     | —                      | 93                     | 20                     | 33                     | 18                     | 75                     | 7                      | 60                     | 61                     | 91                     | Or · Or · Or                                  |
| Rearviewmirror: Greatest Hits 1991–2003 - Sortie: 16 novembre 2004 - Label: Epic | 15                     | 11                     | 2                      | 66                     | 23                     | 12                     | 10                     | —                      | 48                     | —                      | —                      | 57                     | 25                     | 3                      | 32                     | 2                      | 15                     | 28                     | 58                     | Platine · 5 × Platine · Or · 3 × Platine · Or |
| Pearl Jam 20 - Sortie: 19 septembre 2011 - Bande-son - Label: Columbia           | —                      | 37                     | 14                     | 48                     | 26                     | 33                     | 12                     | 37                     | 38                     | 33                     | 140                    | 12                     | 33                     | 10                     | 12                     | 1                      | —                      | 35                     | 47                     | —                                             |
| "—" indique que l'album n'entra pas dans les classements musicaux de ces pays.   |                        |                        |                        |                        |                        |                        |                        |                        |                        |                        |                        |                        |                        |                        |                        |                        |                        |                        |                        |                                               |

### Album en collaboration avecNeil Young
| Titre                                                                          | Classements des ventes | Classements des ventes | Classements des ventes | Classements des ventes | Classements des ventes | Classements des ventes | Classements des ventes | Classements des ventes | Classements des ventes | Classements des ventes | Classements des ventes | Classements des ventes | Classements des ventes | Classements des ventes | Classements des ventes | Certifications |
| Titre                                                                          | USA                    | ALL                    | AUS                    | AUT                    | CAN                    | ECO                    | FIN                    | FRA                    | ITA                    | NOR                    | N-Z                    | P-B                    | SUÈ                    | SUI                    | R-U                    | Certifications |
| ------------------------------------------------------------------------------ | ---------------------- | ---------------------- | ---------------------- | ---------------------- | ---------------------- | ---------------------- | ---------------------- | ---------------------- | ---------------------- | ---------------------- | ---------------------- | ---------------------- | ---------------------- | ---------------------- | ---------------------- | -------------- |
| Mirror Ball - Sortie: 27 juin 1995 - Label: Reprise Records                    | 5                      | 8                      | 4                      | 15                     | 6                      | 4                      | 16                     | 19                     | 17                     | 2                      | 10                     | 18                     | 3                      | 24                     | 4                      | Or · Argent    |
| "—" indique que l'album n'entra pas dans les classements musicaux de ces pays. |                        |                        |                        |                        |                        |                        |                        |                        |                        |                        |                        |                        |                        |                        |                        |                |

## Singles

### Singles des années 90
| Titre | Classements des ventes | Classements des ventes | Classements des ventes | Classements des ventes | Classements des ventes | Classements des ventes | Classements des ventes | Classements des ventes | Classements des ventes | Classements des ventes | Classements des ventes | Classements des ventes | Classements des ventes | Classements des ventes | Classements des ventes | Classements des ventes | Classements des ventes | De l'album                                        |
| Titre | USA Hot 100            | USA Main,              | USA Alt.               | ALL                    | AUS                    | BEL (V)                | CAN                    | FIN                    | FRA                    | IRL                    | ITA                    | NOR                    | N-Z                    | P-B                    | SUÈ                    | SUI                    | UK                     | De l'album                                        |
| --- | ---------------------- | ---------------------- | ---------------------- | ---------------------- | ---------------------- | ---------------------- | ---------------------- | ---------------------- | ---------------------- | ---------------------- | ---------------------- | ---------------------- | ---------------------- | ---------------------- | ---------------------- | ---------------------- | ---------------------- | ------------------------------------------------- |
| Alive - Sortie: 2 août 1991 - Face B: Once / Wash - Label: Epic - Or / Or · Or / Or · Or ·                             | —                      | 16                     | 18                     | 44                     | 9                      | 16                     | —                      | —                      | —                      | 13                     | —                      | —                      | 20                     | 19                     | —                      | —                      | 16                     | Ten                                               |
| Even Flow - Sortie: 6 avril 1992 - Face B: Dirty Frank / Oceans - Label: Epic - Or · Or / Argent ·                     | —                      | 3                      | 21                     | —                      | 22                     | —                      | 74                     | —                      | —                      | —                      | —                      | —                      | 20                     | —                      | —                      | —                      | 27                     | Ten                                               |
| Jeremy - Sortie: 17 août 1992 - Face B: Footsteps (live)Yellow Ledbetter - Label: Epic - Or / Argent ·                 | 79                     | 5                      | 5                      | 93                     | —                      | —                      | 32                     | —                      | —                      | 10                     | —                      | —                      | 34                     | 59                     | —                      | —                      | 15                     | Ten                                               |
| Oceans - Sortie: 7 décembre 1992 - Face B: Why Go / Deep / Alive (3xlive) - Label: Epic                                | —                      | —                      | —                      | —                      | —                      | 35                     | —                      | —                      | —                      | —                      | —                      | —                      | 16                     | 30                     | —                      | —                      | —                      | Ten                                               |
| Go - Sortie: 25 octobre 1993 - Face B: Elderly Woman Behind The Counter In A Small Town (acoustic) Alone - Label: Epic | —                      | 3                      | 8                      | 96                     | 22                     | 35                     | —                      | —                      | —                      | —                      | —                      | 5                      | 2                      | 21                     | —                      | —                      | —                      | Vs.                                               |
| Daughter - Sortie: 3 novembre 1993 - Face B: Blood : Yellow Ledbetter (live) - Label: Epic - Platine / 2 × Platine     | 97                     | 1                      | 1                      | —                      | 18                     | 39                     | 16                     | —                      | —                      | 4                      | —                      | —                      | 11                     | 46                     | —                      | —                      | 18                     | Vs.                                               |
| Animal - Sortie: 10 avril 1994 - Face B: Jeremy / Oceans / Alive(live) - Label: Epic                                   | —                      | 21                     | —                      | —                      | 30                     | —                      | —                      | —                      | —                      | —                      | —                      | —                      | 7                      | —                      | —                      | —                      | —                      | Vs.                                               |
| Dissident - Sortie: 16 mai 1994 - Face B: Rearviewmirror (live) - Label: Epic                                          | —                      | 3                      | —                      | 97                     | —                      | 41                     | —                      | —                      | 24                     | 7                      | —                      | 2                      | —                      | 14                     | —                      | —                      | 14                     | Vs.                                               |
| Dissident (Part Two) - Sortie: 16 mai 1994 - Face B: Dissident / Why Go / Deep (3xlive) - Label: Epic                  | —                      | —                      | —                      | —                      | —                      | —                      | —                      | —                      | 19                     | —                      | —                      | —                      | —                      | 2                      | —                      | —                      | —                      | Vs.                                               |
| Spin the Black Circle - Sortie: 8 novembre 1994 - Face B: Tremor Christ - Label: Epic                                  | 18                     | 16                     | 11                     | 92                     | 3                      | 22                     | —                      | —                      | —                      | 6                      | 9                      | 5                      | 2                      | 21                     | 16                     | —                      | 10                     | Vitalogy                                          |
| Not for You - Sortie: 13 mars 1995 - Face B: Out of My Mind (live) - Label: Epic                                       | —                      | 12                     | 38                     | —                      | 29                     | —                      | —                      | —                      | —                      | 26                     | —                      | —                      | 10                     | —                      | —                      | —                      | 34                     | Vitalogy                                          |
| Immortality - Sortie: 6 juin 1995 - Face B: Rearviewmirror (Performed by The Frogs) - Label: Epic                      | —                      | 10                     | 31                     | —                      | —                      | —                      | 62                     | —                      | —                      | —                      | —                      | —                      | 29                     | —                      | —                      | —                      | —                      | Vitalogy                                          |
| Who You Are - Sortie: 30 juillet 1996 - Face B: Habit - Label: Epic                                                    | 31                     | 5                      | 1                      | —                      | 5                      | —                      | 4                      | 2                      | —                      | 19                     | —                      | 7                      | 17                     | 47                     | 26                     | —                      | 18                     | No Code                                           |
| Hail, Hail - Sortie: 21 octobre 1996 - Face B: Black, Red, Yellow - Label: Epic                                        | —                      | 9                      | 9                      | —                      | 31                     | —                      | —                      | —                      | —                      | —                      | —                      | —                      | —                      | —                      | —                      | —                      | —                      | No Code                                           |
| Off He Goes - Sortie: 11 janvier 1997 - Face B: Dead Man - Label: Epic                                                 | —                      | 34                     | 31                     | —                      | 46                     | —                      | 36                     | —                      | —                      | —                      | —                      | —                      | —                      | —                      | —                      | —                      | —                      | No Code                                           |
| Given to Fly - Sortie: 6 janvier 1998 - Face B: Pilate / Leatherman - Label: Epic - Or                                 | 21                     | 1                      | 3                      | 67                     | 13                     | Tip: 13                | 24                     | 5                      | —                      | 18                     | 8                      | 6                      | 12                     | 36                     | 29                     | 37                     | 12                     | Yield                                             |
| Wishlist - Sortie: 5 mai 1998 - Face B: U - Label: Epic                                                                | 47                     | 6                      | 6                      | —                      | 48                     | —                      | —                      | —                      | —                      | —                      | —                      | —                      | —                      | —                      | —                      | —                      | 30                     | Yield                                             |
| Last Kiss - Sortie: 8 juin 1999 - Face B: Soldier of Love - Label: Epic - Or / 3 × Platine                             | 2                      | 5                      | 2                      | —                      | 1                      | Tip: 6                 | 2                      | —                      | —                      | —                      | 11                     | —                      | 19                     | 77                     | —                      | —                      | 42                     | No Boundaries: A Benefit for the Kosovar Refugees |
| "—" indique que l'album n'entra pas dans les classements musicaux de ces pays.                                         |                        |                        |                        |                        |                        |                        |                        |                        |                        |                        |                        |                        |                        |                        |                        |                        |                        |                                                   |

### Singles des années 2000
| Titre | Classements des ventes | Classements des ventes | Classements des ventes | Classements des ventes | Classements des ventes | Classements des ventes | Classements des ventes | Classements des ventes | Classements des ventes | Classements des ventes | Classements des ventes | Classements des ventes | Classements des ventes | Classements des ventes | Classements des ventes | Classements des ventes | Classements des ventes | De l'album        |
| Titre | USA Hot 100            | USA Main,              | USA Alt.               | ALL                    | AUS                    | BEL (V)                | CAN                    | ESP                    | FIN                    | IRL                    | ITA                    | NOR                    | N-Z                    | P-B                    | SUÈ                    | SUI                    | UK                     | De l'album        |
| --- | ---------------------- | ---------------------- | ---------------------- | ---------------------- | ---------------------- | ---------------------- | ---------------------- | ---------------------- | ---------------------- | ---------------------- | ---------------------- | ---------------------- | ---------------------- | ---------------------- | ---------------------- | ---------------------- | ---------------------- | ----------------- |
| Nothing as It Seems - Sortie: 25 avril 2000 - Face B: Insignificance - Label: Epic                        | 49                     | 3                      | 10                     | 98                     | 7                      | —                      | —                      | 5                      | —                      | 27                     | 9                      | 5                      | 42                     | 33                     | 40                     | 83                     | 22                     | Binaural          |
| Light Years - Sortie: 18 juillet 2000 - Face B: Grievance / Soon Forget (2xlive) - Label: Epic            | —                      | 17                     | 26                     | —                      | —                      | —                      | —                      | —                      | —                      | —                      | 49                     | —                      | —                      | —                      | —                      | —                      | 52                     | Binaural          |
| I Am Mine - Sortie: 28 octobre 2002 - Face B: Down / Undone - Label: Epic - Or                            | 43                     | 7                      | 6                      | 60                     | 12                     | —                      | —                      | 7                      | 20                     | —                      | 5                      | 10                     | 48                     | 58                     | 29                     | 59                     | 26                     | Riot Act          |
| Save You - Sortie: - Face B: Other Side - Label: Epic                                                     | —                      | 23                     | 29                     | —                      | —                      | —                      | —                      | —                      | —                      | —                      | —                      | —                      | —                      | —                      | —                      | —                      | —                      | Riot Act          |
| Love Boat Captain - Sortie: 18 février 2003 - Face B: Love Boat Captain (live) / Other Side - Label: Epic | —                      | —                      | —                      | —                      | 29                     | —                      | —                      | —                      | —                      | —                      | 39                     | —                      | —                      | —                      | —                      | —                      | —                      | Riot Act          |
| Man of the Hour - Sortie: 26 novembre 2003 - Face B: Man of the Hour (Démo) - Label: J                    | —                      | —                      | —                      | —                      | —                      | —                      | —                      | —                      | —                      | —                      | —                      | —                      | —                      | —                      | —                      | —                      | —                      | Big Fish B.O.     |
| World Wide Suicide - Sortie: 14 mars 2006 - Face B: Unemployable - Label: J                               | 41                     | 2                      | 1                      | —                      | —                      | Tip: 9                 | —                      | —                      | —                      | —                      | —                      | —                      | —                      | —                      | —                      | —                      | —                      | Pearl Jam         |
| Life Waysted - Sortie: 28 août 2006 - Face B: Come Back (live) - Label: J                                 | —                      | 13                     | 10                     | —                      | —                      | —                      | —                      | —                      | —                      | —                      | —                      | —                      | —                      | —                      | —                      | —                      | —                      | Pearl Jam         |
| Love, Reign o'er Me - Sortie: 23 février 2007 - Label: Monkeywrench Records                               | —                      | 32                     | —                      | —                      | —                      | —                      | —                      | —                      | —                      | —                      | —                      | —                      | —                      | —                      | —                      | —                      | —                      | Reign Over Me B.O |
| The Fixer - Sortie: 24 août 2009 - Face B: Supersonic - Label: Monkeywrench / UMG                         | 56                     | 10                     | 3                      | 97                     | 22                     | Tip: 11                | 14                     | —                      | —                      | —                      | 60                     | —                      | 11                     | 77                     | —                      | —                      | 93                     | Backspacer        |
| Just Breathe - Sortie: 16 novembre 2009 - Face B: Got Some - Label: Monkeywrench / UMG - Platine / Or     | 78                     | 36                     | 6                      | —                      | —                      | Tip: 13                | 30                     | —                      | —                      | —                      | 48                     | —                      | —                      | 18                     | —                      | —                      | —                      | Backspacer        |
| "—" indique que l'album n'entra pas dans les classements musicaux de ces pays.                            |                        |                        |                        |                        |                        |                        |                        |                        |                        |                        |                        |                        |                        |                        |                        |                        |                        |                   |

### Singles depuis 2010
| Titre | Classements des ventes | Classements des ventes | Classements des ventes | Classements des ventes | Classements des ventes | Classements des ventes | Classements des ventes | Classements des ventes | Classements des ventes | Classements des ventes | Classements des ventes | Classements des ventes | Classements des ventes | Classements des ventes | Classements des ventes | De l'album                                                     |
| Titre | USA Hot 100            | USA Main,              | USA Alt.               | ALL                    | AUT                    | BEL (V)                | BEL (W)                | CAN                    | ESP                    | FRA                    | IRL                    | ITA                    | N-Z                    | P-B                    | SUI                    | De l'album                                                     |
| --- | ---------------------- | ---------------------- | ---------------------- | ---------------------- | ---------------------- | ---------------------- | ---------------------- | ---------------------- | ---------------------- | ---------------------- | ---------------------- | ---------------------- | ---------------------- | ---------------------- | ---------------------- | -------------------------------------------------------------- |
| Amongst the Waves - Sortie: 5 juillet 2010 - Label: Monkeywrench / UMG                                     | —                      | —                      | 17                     | —                      | —                      | —                      | —                      | 75                     | —                      | —                      | —                      | —                      | —                      | —                      | —                      | Backspacer                                                     |
| Crown of Thorns - Sortie: 2011 - Face B: Can't Help Falling in Love - Label: Monkeywrench / UMG            | —                      | —                      | —                      | —                      | —                      | —                      | —                      | —                      | —                      | —                      | —                      | —                      | —                      | —                      | —                      | PJ 20                                                          |
| Olé - Sortie: 9 septembre 2011 - Label: Monkeywrench / UMG                                                 | —                      | —                      | —                      | —                      | —                      | —                      | —                      | —                      | —                      | —                      | —                      | —                      | —                      | —                      | —                      | Non Album Single                                               |
| Mind Your Manners - Sortie: 15 juillet 2013 - Label:                                                       | —                      | 2                      | 12                     | —                      | —                      | Tip: 64                | —                      | 55                     | —                      | —                      | —                      | 74                     | —                      | 69                     | —                      | Lightning Bolt                                                 |
| Sirens - Sortie: 16 septembre 2013 - Label: Monkeywrench / UMG                                             | 76                     | 6                      | 4                      | 86                     | 63                     | 21                     | 49                     | 31                     | 28                     | 135                    | 27                     | 19                     | 36                     | 42                     | 49                     | Lightning Bolt                                                 |
| Can't Deny Me - Sortie: 16 mars 2018 - Label: Monkeywrench / UMG                                           | —                      | 11                     | 28                     | —                      | —                      | Tip: 8                 | —                      | —                      | —                      | —                      | —                      | —                      | —                      | —                      | —                      | Non Album single                                               |
| Dance of the Clairvoyants - Sortie: 24 janvier 2020 - Label: Monkeywrench / UMG                            | —                      | 17                     | 15                     | —                      | —                      | Tip: 9                 | Tip: 28                | —                      | —                      | —                      | —                      | —                      | —                      | —                      | —                      | Gigaton                                                        |
| Superblood Wolfmoon - Sortie: 21 février 2020 - Label: Monkeywrench / UMG                                  | —                      | 4                      | 18                     | —                      | —                      | Tip                    | Tip: 45                | —                      | —                      | —                      | —                      | —                      | —                      | —                      | —                      | Gigaton                                                        |
| Quick EScape - Sortie: 27 mars 2020 - Label: Monkeywrench / UMG                                            | —                      | —                      | —                      | —                      | —                      | —                      | —                      | —                      | —                      | —                      | —                      | —                      | —                      | —                      | —                      | Gigaton                                                        |
| Get It Back - Sortie: 12 octobre 2020 - Label: Monkeywrench / UMG                                          | —                      | —                      | —                      | —                      | —                      | —                      | Tip                    | —                      | —                      | —                      | —                      | —                      | —                      | —                      | —                      | Good Music to Avert the Collapse of American Democracy, Vol. 2 |
| Dark Matter - Sortie: 13 février 2024 - Face B: Dark Matter (Instrumental) - Label: Monkeywrench / UMG     | —                      | 1                      | 6                      | —                      | —                      | —                      | —                      | —                      | —                      | —                      | —                      | —                      | —                      | —                      | —                      | Dark Matter                                                    |
| Running - Sortie: 17 avril 2024 - Label: Monkeywrench / UMG                                                | —                      | —                      | —                      | —                      | —                      | —                      | —                      | —                      | —                      | —                      | —                      | —                      | —                      | —                      | —                      | Dark Matter                                                    |
| Wreckage - Sortie: 17 avril 2024 - Label: Monkeywrench / UMG                                               | —                      | 1                      | 3                      | —                      | —                      | —                      | —                      | —                      | —                      | —                      | —                      | —                      | —                      | —                      | —                      | Dark Matter                                                    |
| Waiting for Stevie (Live) - Sortie: 29 novembre 2024 - Face B: Wreckage (Live) - Label: Monkeywrench / UMG | —                      | 8                      | —                      | —                      | —                      | —                      | —                      | —                      | —                      | —                      | —                      | —                      | —                      | —                      | —                      | Dark Matter                                                    |
| "—" indique que l'album n'entra pas dans les classements musicaux de ces pays.                             |                        |                        |                        |                        |                        |                        |                        |                        |                        |                        |                        |                        |                        |                        |                        |                                                                |

### Singles promotionnels et autres chansons classées
| Titre                                                                                           | Classements des ventes | Classements des ventes | Classements des ventes | Classements des ventes | Classements des ventes | Classements des ventes | Classements des ventes | De l'album                                    |
| Titre                                                                                           | USA Radio Songs        | USA Main,              | USA Alt.               | BEL (V)                | BEL (W)                | CAN                    | ITA                    | De l'album                                    |
| ----------------------------------------------------------------------------------------------- | ---------------------- | ---------------------- | ---------------------- | ---------------------- | ---------------------- | ---------------------- | ---------------------- | --------------------------------------------- |
| Black - Sortie: 26 décembre 1992 - Face B: Deep - Promo - Label: Epic - Or / Argent             | —                      | 3                      | 20                     | —                      | —                      | —                      | —                      | Ten                                           |
| Crazy Mary - Sortie: septembre 1993 - Label: Thirsty Ears / Columbia                            | —                      | 26                     | 8                      | —                      | —                      | —                      | —                      | Sweet Relief: A Benefit for Victoria Williams |
| Elderly Woman Behind the Counter in a Small Town - Sortie: 1994 - Promo - Label: Epic - Platine | —                      | 21                     | 17                     | —                      | —                      | —                      | —                      | Vs.                                           |
| Glorified G - Sortie: 1994 - Label: Epic                                                        | —                      | 39                     | —                      | —                      | —                      | —                      | —                      | Vs.                                           |
| Yellow Ledbetter - Sortie: 1994 - Face B du single Jeremy - Label: Epic                         | —                      | 21                     | 26                     | —                      | —                      | —                      | —                      | Ten                                           |
| Tremor Christ - Sortie: 1994 - Face B du single Spin the Black Circle - Label: Epic             | 69                     | 16                     | 16                     | —                      | —                      | —                      | —                      | Vitalogy                                      |
| Betterman - Sortie: 1994 - Promo - Label: Epic                                                  | 13                     | 1                      | 2                      | —                      | —                      | —                      | —                      | Vitalogy                                      |
| Corduroy - Sortie: 1994 - Promo - Label: Epic                                                   | 53                     | 22                     | 13                     | —                      | —                      | —                      | —                      | Vitalogy                                      |
| Red Mosquito - Sortie: 1995 - Label: Epic                                                       | —                      | 37                     | —                      | —                      | —                      | —                      | —                      | No Code                                       |
| Leaving Here - Sortie: février 1996 - Label: Epic                                               | —                      | 24                     | 31                     | —                      | —                      | —                      | —                      | Home Alive / Lost Dogs                        |
| Do the Evolution - Sortie: 1998 - Promo - Label: Epic                                           | —                      | 40                     | 33                     | —                      | —                      | —                      | —                      | Yield                                         |
| In Hiding - Sortie: 1998 - Label: Epic                                                          | —                      | 14                     | 13                     | —                      | —                      | —                      | —                      | Yield                                         |
| Bu$hleaguer - Sortie: 2002 - Promo - Face B: Down - Label: Epic                                 | —                      | —                      | —                      | —                      | —                      | —                      | —                      | Riot Act                                      |
| Brother - Sortie: 2009 - Label: Epic                                                            | —                      | 5                      | 1                      | —                      | —                      | 60                     | —                      | Ten (Réedition 2009)                          |
| My Father's Son - Sortie: 2013 - Label: Monkeywrench / UMG                                      | —                      | —                      | —                      | —                      | —                      | —                      | 111                    | Lightning Bolt                                |
| Inffalible - Sortie: 2013 - Label: Monkeywrench / UMG                                           | —                      | —                      | —                      | —                      | —                      | —                      | 113                    | Lightning Bolt                                |
| Getaway - Sortie: 20 janvier 2014 - Label: Monkeywrench / UMG                                   | —                      | —                      | —                      | Tip: 45                | —                      | —                      | 97                     | Lightning Bolt                                |
| Lightning Bolt - Sortie: 9 juin 2014 - Label: Monkeywrench / UMG                                | —                      | —                      | —                      | Tip: 39                | —                      | —                      | 107                    | Lightning Bolt                                |
| Never Destination - Sortie: 27 mars 2020 - Label: Monkeywrench / UMG                            | —                      | —                      | —                      | Tip                    | —                      | —                      | —                      | Gigaton                                       |
| Retrograde - Sortie: 24 avril 2020 - Label: Monkeywrench / UMG                                  | —                      | —                      | —                      | Tip: 23                | Tip: 40                | —                      | —                      | Gigaton                                       |
| "—" indique que l'album n'entra pas dans les classements musicaux de ces pays.                  |                        |                        |                        |                        |                        |                        |                        |                                               |

## EP
| Titre                                                                          | Classements des ventes | Classements des ventes | Classements des ventes | Classements des ventes | Classements des ventes | Classements des ventes | Classements des ventes | Classements des ventes | Classements des ventes | Classements des ventes | Classements des ventes | Classements des ventes | Certification |
| Titre                                                                          | USA Hot 100            | USA Main,              | USA Alt.               | AUS                    | CAN                    | FIN                    | IRL                    | NOR                    | N-Z                    | P-B                    | SUÈ                    | UK                     | Certification |
| ------------------------------------------------------------------------------ | ---------------------- | ---------------------- | ---------------------- | ---------------------- | ---------------------- | ---------------------- | ---------------------- | ---------------------- | ---------------------- | ---------------------- | ---------------------- | ---------------------- | ------------- |
| Merkin Ball - Sortie: 5 décembre 1995 - Label: Epic                            | 7                      | 2                      | 3                      | 2                      | 78                     | 3                      | 29                     | 7                      | 17                     | 38                     | 14                     | 25                     | Or            |
| "—" indique que l'album n'entra pas dans les classements musicaux de ces pays. |                        |                        |                        |                        |                        |                        |                        |                        |                        |                        |                        |                        |               |

- Note: Cet Ep a été classé au Canada et aux États-Unis sous le titre I Got Id/Long Road.

## Videos
| Titre               | détails | Certifications                                   |
| ------------------- | --- | ------------------------------------------------ |
| Single Video Theory | - Sortie: 4 août 1998 - Label: Epic - Formats: VHS, DVD                                                          | - Platine - Platine                              |
| Touring Band 2000   | - Sortie: 1er mai 2001 - Label: Epic - Formats: VHS, DVD                                                         | - Platine - 3 × Platine - Or ·                   |
| Live at the Showbox | - Sortie: 30 juin 2003 - Label: Ten Club - Format: DVD disponible uniquement sur pearljam.com                    | —                                                |
| Live at the Garden  | - Sortie: 11 novembre 2003 - Label: Epic - Format: 2-disc DVD                                                    | - 3 × Platine - 4 × Platine - 2 × Platine - Or · |
| Immagine in Cornice | - Sortie: 25 septembre 2007 - Label: Rhino/WEA - Format: DVD                                                     | - Or - Or                                        |
| Pearl Jam Twenty    | - Sortie: 25 octobre 2011 - Label: Vinyl Films/Monkeywrench - Formats: DVD, deluxe edition 3 x disc DVD, Blu-ray | - Platine - Platine                              |
| Let's Play Two      | - Sortie: 17 novembre 2017 - Label: Republic - Formats: DVD, Blu-ray                                             | —                                                |